# Vægten (stjernetegn)
 For alternative betydninger, se Vægt.
Vægten (Libra) er det syvende stjernetegn i dyrekredsen. Tegnet ligger mellem  Jomfruen og   Skorpionen Solen bevæger sig siderisk igennem Vægten slutningen af oktober til sidste del af november ulig perioden for stjernetegnet.

## Astronomisk
Stjernebilledet Vægten er fuldt synligt fra 50°N til 90°S. 
Indeholder ikke nogen nævneværdige objekter.

## Mytologisk
- Græsk: Grækerne anså ikke vægten for at være et selvstændigt tegn. De opfattede vægten som værende skorpionens kløer.
- Latinsk: Romerne gjorde vægten til et selvstændigt tegn, som symbol på Cæsars retfærdighed.
- Ægyptisk: Vægten var den vægt som hjertevejningen foregik på.
- Indisk: Også i Indien er vægten et tegn for sig selv. Man kender dog ikke til myten bag.
- Kinesisk: Selv i Kina anså man stjernetegnet for at være en vægt.

## Astrologisk
- Periode: 23. september til 23. oktober.
- Planethersker: Venus (♀)
- Element: Luft
- Type: Kardinal
- Legemsdel: Ryggen og nyrerne

## Datalogi
Tegnet for Vægten ♎ findes i tegnsættet unicode som U+264E "Libra".